# Cây ngũ quả
Cây ngũ quả là một loại cây ghép cành có năm loại quả trên cùng một cây: Bưởi, cam, phật thủ, quýt, quất. Cây ngũ quả được tạo ra bởi ông Lê Đức Giáp - một nông dân ở huyện Cao Viên, huyện Thanh Oai, thành phố Hà Nội.

## Từ kinh nghiệm đến ghép cành cây ngũ quả
Ông Giáp có 10 năm kinh nghiệm với việc trồng cây cam Canh. Sau những đợt thu hoạch và tỉa cắt, những cành lá lộc nụ khỏe khoắn còn sót lại. Ông mới thử mày mò ghép chúng vào những thân cây bình thường, nhiều cành sống được và phát triển khỏe mạnh.
Tuy nhiên, ông cũng phải mất đến 3 năm để tìm hiểu và thực nghiệm mới cho ra kết quả mỹ mãn. Ông phát hiện ra, điểm mấu chốt là phải biết tính toán thời gian ghép từng loại quả vì tùy từng đặc tính của mỗi loại cây mà các loại quả có thời gian chín khác nhau.
Theo ông Giáp, muốn quả ghép phát triển bình thường trên thân cây mới, người ghép phải khéo léo và cẩn thận từng tý để ghép cuống quả vào cành hay nhánh của cây thật chính xác, tương xứng nhau, khi buộc phải thắt chặt túi nilong ở vết ghép để quả có chất dinh dưỡng; tiếp đó là bón phân, phun thuốc trừ sâu theo định kỳ.
Kết quả là đến cuối năm, tất cả các loại quả trên cây ngũ quả đều đang độ chín vàng chuẩn bị đón Tết. Các loại quả trên cây ngũ quả sẽ giữ được màu sắc và hương vị đặc trưng đến hết tháng Giêng, thậm chí 3 tháng sau Tết. Ngoài ra, sau Tết Nguyên Đán, người chơi vẫn có thể chăm sóc, chơi tiếp vào những năm sau.